# Vampire University
Pour plus de détails, voir Fiche technique et Distribution.
Vampire University (Vamp U) est une comédie horrifique réalisée en 2011 par Matt Jespersen et Maclain Nelson

## Synopsis
Il y a 300 ans, Wayne un vampire tombe amoureux d'une humaine nommé Mary. Lors d'une soirée, il perd le contrôle et la mord. Croyant qu'elle est morte, les crocs de Wayne refusent de pousser et pour rester en vie il se nourrit de sang animal. Aujourd'hui, devenu professeur à l'université, il rencontre le sosie de Mary, Chris et grâce à elle les crocs de Wayne repoussent et il reprend goût au sang humain.

## Fiche technique
- Titre : Vampire University
- Titre original : Vamp U
- Réalisation et scénario : Matt Jespersen, Maclain Nelson
- Société de production :
- Pays d'origine :  États-Unis
- Langue originale : anglais
- Durée : 100 minutes
- Date de sortie :
  - États-Unis : 19 mai 2011 (Festival du film de Hollywood) ; 27 février 2013 (en VOD)
  - Canada : 5 mars 2013
  - France : 4 février 2014[1] (sorti directement en DVD / Blu-ray et VOD)

## Distribution
- Julie Gonzalo (VF : Virginie Ledieu) : Chris Keller / Mary Lipinsky
- Adam Johnson (VF : Christophe Seugnet) : Wayne Gretzky / Professeur G
- Gary Cole (VF : Marc Bretonnière) : Dr Arthur Levine
- Maclain Nelson (VF : Nicolas Beaucaire) : Fred Greene
- Matt Mattson (VF : Frédéric Souterelle) : Tom
- Bart Johnson (VF : Jean-Pierre Leblan) : Ted Keller
- Alexis Knapp : Samantha
- Clare Niederpruem : Janet
- Frankie Levangie (VF : Pascal Nowak) : Kyle
- Jake Van Wagoner : Jared
- Renny Grames (VF : Jessica Monceau) : Mel

 Source et légende : version française (VF) sur RS Doublage et selon le carton du doublage français sur le DVD zone 2.